# Gran Premi del Canadà del 1981
Resultats del Gran Premi del Canadà de Fórmula 1 de la temporada 1981, disputat al circuit urbà de Gilles Villeneuve a Mont-real el 27 de setembre del 1981.

## Resultats de la cursa
| Pos | No | Pilot                      | Equip             | Voltes | Temps/ Retir.   | Pos. de sort. | Punts |
| --- | -- | -------------------------- | ----------------- | ------ | --------------- | ------------- | ----- |
| 1   | 26 | Jacques Laffite            | Ligier - Matra    | 63     | 2h 01' 25. 2    | 10            | 9     |
| 2   | 7  | John Watson                | McLaren - Ford    | 63     | + 6.23 s        | 9             | 6     |
| 3   | 27 | Gilles Villeneuve          | Ferrari           | 63     | + 1' 50.27 min. | 11            | 4     |
| 4   | 23 | Bruno Giacomelli           | Alfa Romeo        | 62     | + 1 Volta       | 15            | 3     |
| 5   | 5  | Nelson Piquet              | Brabham - Ford    | 62     | + 1 Volta       | 1             | 2     |
| 6   | 11 | Elio de Angelis            | Lotus - Ford      | 62     | + 1 Volta       | 7             | 1     |
| 7   | 22 | Mario Andretti             | Alfa Romeo        | 62     | + 1 Volta       | 16            |       |
| 8   | 17 | Derek Daly                 | March - Ford      | 61     | + 2 Voltes      | 20            |       |
| 9   | 33 | Marc Surer                 | Theodore - Ford   | 61     | + 2 Voltes      | 19            |       |
| 10  | 2  | Carlos Reutemann           | Williams - Ford   | 60     | + 3 Voltes      | 2             |       |
| 11  | 4  | Michele Alboreto           | Tyrrell - Ford    | 59     | + 4 Voltes      | 22            |       |
| 12  | 3  | Eddie Cheever              | Tyrrell - Ford    | 56     | Motor           | 14            |       |
| Ret | 8  | Andrea de Cesaris          | McLaren - Ford    | 51     | Virolla         | 13            |       |
| Ret | 15 | Alain Prost                | Renault           | 48     | Col·lisió       | 4             |       |
| Ret | 12 | Nigel Mansell              | Lotus - Ford      | 45     | Col·lisió       | 5             |       |
| Ret | 9  | Slim Borgudd               | ATS - Ford        | 40     | Virolla         | 21            |       |
| Ret | 6  | Hector Rebaque             | Brabham - Ford    | 35     | Virolla         | 6             |       |
| Ret | 32 | Jean-Pierre Jarier         | Osella - Ford     | 26     | Col·lisió       | 23            |       |
| Ret | 1  | Alan Jones                 | Williams - Ford   | 24     | Direcció        | 3             |       |
| Ret | 28 | Didier Pironi              | Ferrari           | 24     | Encesa          | 12            |       |
| Ret | 14 | Eliseo Salazar             | Ensign - Ford     | 8      | Virolla         | 24            |       |
| Ret | 25 | Patrick Tambay             | Ligier - Matra    | 6      | Virolla         | 17            |       |
| Ret | 29 | Riccardo Patrese           | Arrows - Ford     | 6      | Virolla         | 18            |       |
| Ret | 16 | René Arnoux                | Renault           | 0      | Col·lisió       | 8             |       |
| NVQ | 20 | Keke Rosberg               | Fittipaldi - Ford |        |                 |               |       |
| NVQ | 21 | Chico Serra                | Fittipaldi - Ford |        |                 |               |       |
| NVQ | 35 | Brian Henton               | Toleman - Hart    |        |                 |               |       |
| NVQ | 30 | Jacques Villeneuve (oncle) | Arrows - Ford     |        |                 |               |       |
| NVQ | 36 | Derek Warwick              | Toleman - Hart    |        |                 |               |       |
| NVQ | 31 | Beppe Gabbiani             | Osella - Ford     |        |                 |               |       |

## Altres
- Pole: Nelson Piquet 1' 29. 211
- Volta ràpida: John Watson 1' 49. 475 (a la volta 43)